# 708 Raphaela
708 Raphaela este un asteroid din centura principală, descoperit pe 3 februarie 1911, de Joseph Helffrich.